# Howard Greenfield
Howard Greenfield, född 15 mars 1936 i New York, USA, död 4 mars 1986, var en amerikansk textförfattare. 
Tillsammans med kompositören och sångaren Neil Sedaka skrev han över 500 sånger som kontraktsförfattare på Aldon Music från 1952 fram till sin död 1986. Bland låtarna märks bland andra "Breaking Up Is Hard to Do", "Calendar Girl", "Happy Birthday Sweet Sixteen", "I Go Ape", "I'm a Song (Sing Me)", "Is This the Way to Amarillo", "Little Devil", "Love Will Keep Us Together", "Next Door to an Angel", "Stairway to Heaven", "Stupid Cupid" och "Oh Carol".
Greenfield samarbetade också med en mängd andra kompositörer, som exempelvis Roy Orbison ("Claudette"), Carole King ("Crying in the Rain") och Jack Keller ("Venus in Blue Jeans" och "Everybody's Somebody's Fool").